# Izvor (Bosilegrad)
Izvor (Servisch cyrillisch Извор) is een plaats in de Servische gemeente Bosilegrad. De plaats telt 115 inwoners (2002).